# Reinhold Glière
Reinhold Moritzevich Glière (în rusă Рейнгольд Морицевич Глиэр; n. 30 decembrie 1874/11 ianuarie 1875, Kiev, gubernia Kiev⁠(d), Imperiul Rus – d. 23 iunie 1956, Moscova, RSFS Rusă, URSS) a fost un compozitor și pianist sovietic de origine germano-poloneză. La naștere, a fost înregistrat sub numele de „Reinhold Ernst Glier” , dar începând de prin 1900 și-a scris numele „Glière” .

## Viața
Glière a fost fiul lui Ernst Moritz Glier, un constructor de instrumente de suflat de origine din Klingenthal (Untersachsenberg), Vogtland, mutat apoi la Kiev, și al unei poloneze. Din 1891 urmează cursuri de vioară la violonistul Otakar Ševčík în cadrul școlii de muzică din Kiev, după care, în 1894, a început studiul la conservatorul din Moscova (printre alți la Anton Arenski și Serghei Taneiev). În 1901, anul în care își termină cu mare succes studiile, Glière obține un post la școala de muzică Gnesinin din Moscova, unde rămâne până în anul 1913. Între anii 1905 și 1908 întrerupe predatul pentru a studia la Berlin la Oskar Fried. În 1914 este numit director la conservatorul din Kiev. Din 1920 până 1941 a predat compoziția la conservatorul din Moscova. Mulți dintre elevii săi, printre care Aram Haciaturian , Nikolai Miaskovski și Sergei Prokofiev, au devenit compozitori de renume. În Uniunea Sovietică a avut unele funcții publice. Printre altele, a călătorit prin Uzbekistan și Azerbaidjan, în scopul de a colecta folclor local și de a sprijini cultura muzicală din aceste zone. Glière a fost în Uniunea Sovietică o personalitate extrem de respectată și a primit mai multe medalii și premii. A fost distins de trei ori cu Premiul Lenin și tot de trei ori Premiul Stalin (1946, 1948, 1950), iar în 1941 i s-a conferit titlul de „doctor al culturii”.

## Compoziții pentru orchestră
- Simfonia Nr. 1 Es-Dur op 8 (1900)
- Simfonia Nr. 2 c-Moll op 25 (1907)
- Simfonia Nr. 3 h-Moll op 42 „Ilia Muromeț” (1911)
- „Die Sirenen” (Sirenele), poem simfonic op 33 (1908)
- „Die Saporoger Kosaken” (Cazacii din Saporog), balet op 64 (1921)-
- „Völkerfreundschaft” (Prietenia popoarelor), uvertură cu ocazia împlinirii a 5 ani de la constituția sovietică op 79 (1941)
- „Konzertwalzer” (Vals de concert) Des-Dur op 90 (1950)

## Compoziții pentru instrumente de suflat
- „Fantasie für das Festival der Komintern” (1924, cu o variantă pentru orchestra Domra)
- „Heroischer Marsch für die Burjatisch-Mongolische ASSR” C-Dur op 71 (1936, cu o variantă pentru orchestră)
- „Festliche Ouvertüre zum 20. Jahrestag der Oktoberrevolution” G-Dur op 72 (1937)
- „Feldmarsch” B-Dur op 76 (1941, mai târziu redenumit „Siegesmarsch”)
- „Fünfundzwanzig Jahre Rote Armee”, Uvertură pentru orchestră de suflători es-Moll op 84 (1943)
- „Sieges-Ouvertüre”, Uvertură pentru orchestră de suflători b-Moll op 86a (1944)

## Concerte
- Concert pentru harpe Es-Dur op 74 (1938)
- Concert pentru soprane de coloratură f-Moll op 82 (1943)
- Concert pentru violoncel d-Moll op 87 (1946)
- Concert pentru corn B-Dur op 91 (1950)
- Concert pentru vioară g-Moll op 100 (1956, întregit de Borys Ljatoschynskyj)

## Muzică vocală
- „Schach-Senem”, operă op. 69 (1923-25)
- „Gjulsara”, operă op. 96 (1936, rev. 1949)
- trei alte opere
- "Ruhm der Sowjetarmee”, cantată pentru soliști vocali, cor, recitator, orchestră simfonică și de suflători op. 93 (1953)
- cântece
- opere corale

## Balet
- Floarea roșie op 70 (Красный мак / Красный цветок) (1927, rev. 1949 și 1955)
- Călărețul de aramă op 89 (Медный всадник) (1948/49)
- Taras Bulba op 92 (1952)

## Muzică de cameră
- Cvartet de coarde Nr. 1 A-Dur op 2 (1899)
- Cvartet de coarde Nr. 2 g-Moll op 20 (1905)
- Cvartet de coarde Nr. 3 d-Moll op 67 (1927)
- Cvartet de coarde Nr. 4 f-Moll op 83 (1943)
- Sextet de coarde Nr. 1 c-Moll op 1 (1898)
- Sextet de coarde Nr. 2 h-Moll op 7 (1904)
- Sextet de coarde Nr. 3 C-Dur op 11 (1904)
- Octet de coarde D-Dur op 5 (1902)
- Duouri pentru diferite instrumente
- Piese pentru pian